# داسو میراژ ۴
داسو میراژ ۴ (به فرانسوی: Dassault Mirage IV) یک بمب‌افکن راهبردی ابَرصوت و هواپیمای شناسایی دراعماق خاک دشمن، ساخت فرانسه است. این هواپیما که توسط داسو اویاسیون طراحی و توسعه یافت، در اکتبر ۱۹۶۴ وارد خدمت نیروی هوایی فرانسه شد. برای سال‌ها، این هواپیما بخشی حیاتی از سه‌گانه هسته‌اینیروی ضربتی (به فرانسوی: Force de Frappe)،بازدارندگی هسته‌ای فرانسه بود. میراژ ۴ در سال ۱۹۹۶ از نقش تهاجم هسته ای بازنشسته شد و این هواپیما نهایتاً در سال ۲۰۰۵ به‌طور کامل از خدمات خارج شد.
در طول دهه ۱۹۶۰، برنامه‌هایی برای صادرات میراژ۴ وجود داشت. در یک طرح پیشنهادی، داسو با شرکت بریتیش ایرکرفت وارد شراکت می‌شد تا به‌طور مشترک گونه ای از میراژ ۴ را برای نیروی هوایی سلطنتی و احتمالاً برای سایر مشتریان صادراتی تولید نماید، اما این پروژه منجر به نتیجه ای نشد. میراژ ۴ در نهایت توسط هیچ کاربر دیگری پذیرفته نشد.

## توسعه

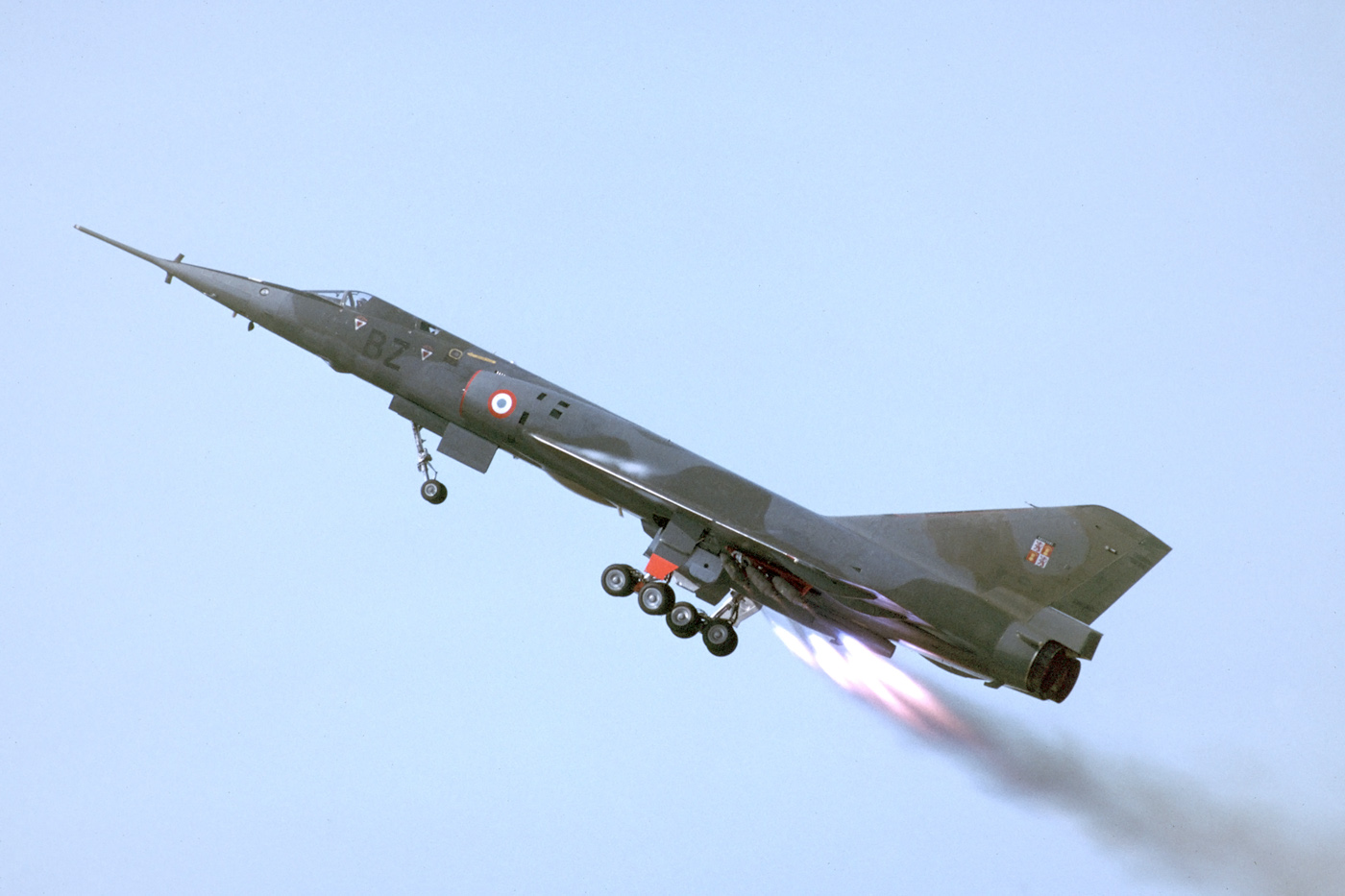
میراژ ۴ مجهز به ۱۲ راکت با سوخت جامد برای بَرخاست با کمک راکت (RATO)

### خاستگاه
در طول دهه ۱۹۵۰، دولت فرانسه برنامه نظامی گسترده‌ای را برای تولید جنگ‌افزار هسته‌ای آغاز نمود، معهذا به این امر اذعان شد که هواپیماهای فرانسوی موجود، برای ایفای وظیفه به‌کارگیری از این تسلیحات نامناسب هستند.بنابراین، توسعه یک بمب افکن ابَرصوت که برای انجام این مأموریت طراحی شده باشد، به عنوان بخشی از برنامه توسعه گسترده بازدارندگی هسته ای مستقل فرانسه در سال ۱۹۵۶ آغاز شد. در ماه مه ۱۹۵۶، دولت گی موله مشخصات یک بمب افکن ابرصوت با امکان سوخت‌گیری هوایی را تهیه نمود که قادر باشد تا یک بمب هسته ای به وزن ۳ تن و به طول ۵٬۲ متر را ۲٬۰۰۰ کیلومتر (بدون سوختگیری هوایی) حمل نماید. به گفته نویسندگان هوانوردی بیل گانستون و پیتر گیلکریست، گنجاندن این مشخصات شامل سرعت ابر صوت برای بسیاری در آن زمان «غافلگیرکننده» بود.
مشخصات نهایی که به‌طور مشترک توسط مقامات دولتی و کارکنان داسو تدوین شده بود، در ۲۰ مارس ۱۹۵۷ به تصویب رسید.
سود-اویاسیون و نورد-اویاسیون هر دو پیشنهادهای را بر اساس هواپیماهای موجود برای این رقابت ارائه نمودند. سود-اویاسیون هواپیمای سوپرواتور راپیشنهاد نمود، نسخه کشیده تر سود اویاسیون واتور با پیشرانه موتورهای توربوجت اسنکما آتار با رانش ۴۷ کیلونیوتن (۱۰٬۵۰۰ پوند-نیرو) و شعاع جنگی ۲٬۷۰۰ کیلومتر (۱٬۷۰۰ مایل) در سرعت ۰٫۹ ماخ. پیشنهاد ارائه شده داسو که بعداً به میراژ ۴ تبدیل شد، بر اساس هزینه کمتر و پیش‌بینی توسعه ساده‌تر آن انتخاب شد، این طرح پیشنهادی یک جنگنده شبانه دو موتوره که از جنگنده داسو میراژ ۳ و جنگنده رهگیر ساخته نشده میراژ ۲ مشتق شده بود. در آوریل ۱۹۵۷، داسو مطلع شد که در طرح پیشنهادی آن شرکت در رقابت مذکور برنده شده است.
نمونه اولیه داسو که میراژ۴–۰۱ نامیده شد، بسیار شبیه میراژ۳-ای بود، هرچند نمونه مذکور دارای سطح بالی دو برابر بود، از دو موتور به جای یک موتور بهره می‌برد و همچنین دارای وزن خالی دو برابر بود. میراژ۴–۰۱ سه برابر بیشتر از میراژ ۳ سوخت درمخازن داخلی خود حمل می‌نمود. ویژگی‌های آیرودینامیکی این هواپیما بسیار شبیه به میراژ۳ بود، اما نیاز به ساختار و طرحی کاملاً نو داشت. این نمونه اولیه دارای طولی برابر با ۲۰ متر (۶۷ فوت) و طول برابر با ۱۱ متر (۳۷ فوت) بود، مساحت بال این هواپیما ۶۲ متر مربع (۶۷۰ فوت مربع) و وزنی تقریباً معادل با۲۵٬۰۰۰ کیلوگرم (۵۵٬۰۰۰ پوند) داشت.این نمونه اولیه به‌طور قابل توجهی از میراژ۳ پیشرفته‌تر بود و ویژگی‌های جدیدی داشت همانند: صفحات ماشین‌کاری و کَنده‌کاری شیمیایی شده، به‌کارگیری مقدار کمی تیتانیوم در ساختار هواپیما و تعبیه مخازن سوخت یکپارچه را در بسیاری از قسمت‌های هواپیما از جمله قسمت اصلی باله عمودی دم.
نمونه اولیه میراژ۴–۰۱ برای کشف و حل مشکلات ناشی از پرواز طولانی مدت ابر صوت تولید شده بود. در آن زمان، هیچ هواپیمایی برای پرواز با سرعت بیش از ۱٫۸ ماخ برای مدت زمان طولانی طراحی نشده بود و عدم قطعیت‌های فنی و عملیاتی قابل توجهی وجود داشت. مسائل مربوط به جنگ‌افزار نیز یکی دیگر از موضوعات بود. ساخت این نمونه اولیه در کارخانه داسو واقع در سن-کلو در نزدیکی پاریس، ۱۸ ماه به طول انجامید. در اواخر سال ۱۹۵۸، این هواپیما به منطقه آزمایش پرواز پایگاه هوایی ملام ویلاروچ برای انجام کارهای نهایی و آزمایشهای زمینی منتقل شد. در ۱۷ ژوئن ۱۹۵۹، ژنرال فرانسوی رولان گلاوانی (به فرانسوی: Roland Glavany)، در حالی که از سال ۱۹۵۴ در مرخصی پنج ساله از نیروی هوایی فرانسه بود، با نمونه میراژ۴–۰۱ پرواز اولیه را انجام داد.
در ۱۹ سپتامبر ۱۹۶۰، رُنه بیگاند (به فرانسوی: René Bigand) (خلبان آزمایشی جایگزین گلوانی) رکورد جهانی سرعت در یک مدار بسته ۱٬۰۰۰ کیلومتری را به ۱٬۸۲۲ کیلومتر در ساعت (۱٬۱۳۲ مایل در ساعت) در مسیر پیرامون پاریس و پایگاه ملون افزایش داد. پرواز ۱۳۸ در ۲۳ سپتامبر همان سال، عملکرد اولیه را تأیید نموده و رکورد را در یک مدار بسته ۵۰۰ کیلومتری به میانگین سرعت ۱٬۹۷۲ کیلومتر در ساعت (۱٬۲۲۵ مایل در ساعت) رساند که بین ۲٫۰۸ ماخ و ۲٫۱۴ ماخ پرواز کرد. نمونه اولیه میراژ۴–۰۱ در طول آزمایش در پاییز ۱۹۵۹ دستخوش تغییرات جزئی شد. دم هواپیما به‌طور قابل توجهی بزرگتر شده بود (کاهش جزئی در ارتفاع، افزایش کلی در وتر)

### تولید

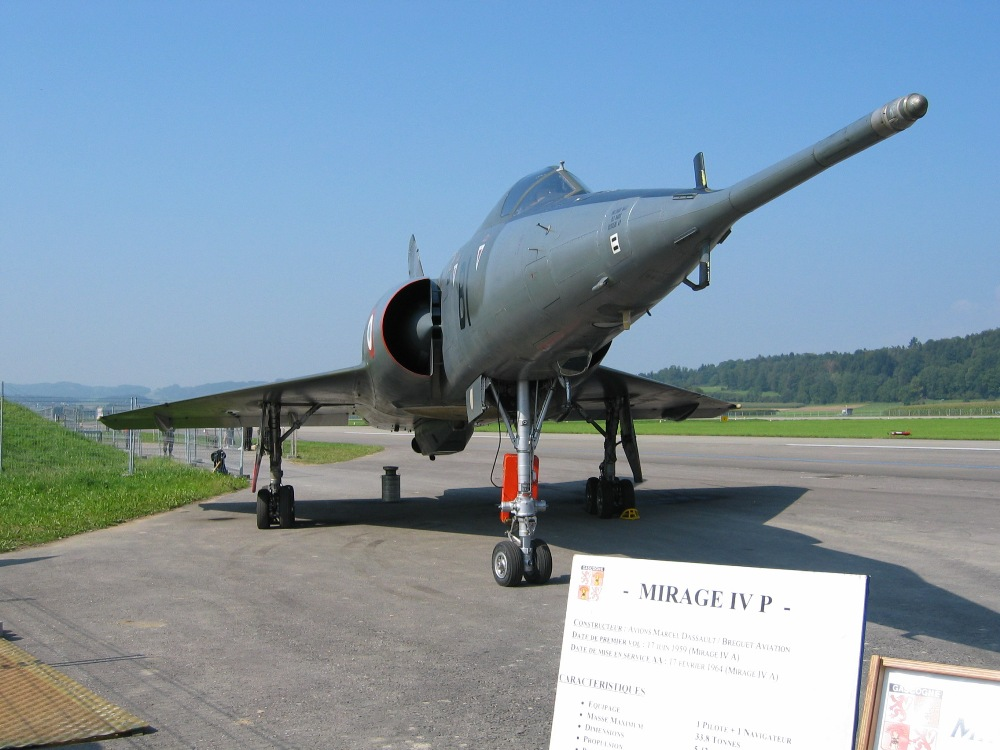
میراژ۴ در یک نمایش هوایی در سال ۲۰۰۴

به منظور افزایش برد، مطالعاتی در مورد طراحی بسیار بزرگتر به نام میراژ۴بی انجام شد که پیشرانه آن دو موتور پرت اند ویتنی جی۷۵ بود، که تحت امتیاز در اسنکما تولید می‌شد. این طرح دارای مساحت بال ۱۲۰ متر مربع (۱٬۲۹۰ فوت مربع) در مقایسه با ۷۰ متر مربع (۷۵۰ فوت مربع) در نمونه اولیه میراژ۴ بود. میراژ۴بی همچنین دارای سرعت ۲٫۴ ماخ و وزن ناخالص معادل ۶۴٬۰۰۰ کیلوگرم (۱۴۰٬۰۰۰ پوند) بود. میراژ۴ بی پیشنهادی به درخواست ژنرال دوگل برای بمب افکنی بود که بتواند بدون نیاز سوخت‌گیری هوایی، قادر به انجام مأموریت تهاجمی و برگشت به فرانسه باشد. با این حال، توسعه این هواپیما در نهایت در ژوئیه ۱۹۵۹ به دلیل هزینه بالای آن لغو شد، تصمیم گرفته شد که به جای آن بر سوخت‌گیری هوایی تکیه شود.
با توجه به قیمت بسیار بالای میراژ۴بی، نسخه ای با اندازه متوسط به نام میراژ۴ای با اندازه متوسط، کمی بزرگتر از نمونه اولیه انتخاب شد. سه نمونه اولیه برای رسیدن به نسخه تولیدی به تولید رسیدند. مساحت بال این هواپیما ۷۷٬۹ متر مربع (۸۳۹ فوت مربع) و وزن آن حدود ۳۲٬۰۰۰ کیلوگرم (۷۰٬۰۰۰ پوند) بود در ۴ آوریل ۱۹۶۰، سفارش رسمی ۵۰ فروند هواپیمای میراژ۴ای برای تولید صادر شد. سه هواپیمای نمونه مذکور از این نسخه درفاصله سال‌های ۱۹۶۱ تا ۱۹۶۳ به تولید رسیدند و اولین پرواز آنها در ۱۲ اکتبر ۱۹۶۱، ۱ ژوئن ۱۹۶۲ و ۲۳ ژانویه ۱۹۶۳ به انجام رسیدند. در سال ۱۹۶۲، نمونه شماره ۲ اولین شبیه‌سازی از بمباران هسته ای را در منطقه آزمایشی در کلمب-بشار در جنوب الجزایر انجام داد. سومین نمونه اولیه مجهز به سیستم‌های ناوبری/بمباران و سیستم سوخت‌گیری هوایی بود. چهارمین نمونه اولیه میراژ۴–۰۴ اساساً نمایانگر هواپیمایی بود که قرار بود تولید شود.
تولید بخش‌های گوناگون این هواپیما به پیمانکاران جز همانند سود اویاسیون (تولید بال‌ها و بخش‌های عقبی بدنه) و برگه اویاسیون (که تا سال ۱۹۶۷ هنوز یک شرکت مجزا از داسو بود) برای تولید باله عمودی، واگذار شد. داسو بدنه جلو و سیستم کنترل پرواز را در داخل ساخت. ساخت نمونه‌های اولیه و هواپیماهای تولیدی بعدی اغلب با یک الزام صریح همراه بود، «عدم اتکا به تامین‌کنندگان خارجی برای حفظ قابلیت‌های هسته‌ای فرانسه». به همین دلیل، میراژ ۴ در ابتدا فاقد سامانه ناوبری اینرسیایی بود، زیرا صنعت فرانسه هنوز قادر به تولید این دستگاه نبود.
در ۷ دسامبر ۱۹۶۳، اولین میراژ۴ای تولیدی پرواز اولیه خود را انجام داد. اولین سری ۶۲ فروندی از این هواپیما تولید شد، که بین سالهای ۱۹۶۴ و ۱۹۶۸ به خدمت نیروی هوایی فرانسه واردشدند. با وجود آنکه داسو از همان ابتدا میراژ ۴ را برای ایفای نقش پرواز در ارتفاع پایین طراحی نموده بود،آخرین سری ۱۲ فروندی از میراژهای ۴ سفارشی در نوامبر ۱۹۶۴ با داشتن تفاوت‌هایی با مدل قبلی به تولید رسید. از جمله این تفاوت‌ها می‌توان به
کنترل پرواز، اویونیک و تغییراتی در جزئیات ساختاری، به منظور داشتن عملکرد بهتر برای ماموریت‌های در ارتفاع پایین، نام برد. برنامه‌ریزی شده بود که پیشرانه این سری ۱۲ فروندی با موتور توربوفن جدیدتر پرت اند ویتنی /اسنکما تی‌اف۱۰۶
تأمین گردد. بهیه سازی‌های اعمال شده بروی این ۱۲ فروند میراژ ۴، بعداً برای کل ناوگان موجود اعمال شد.

## کاربران

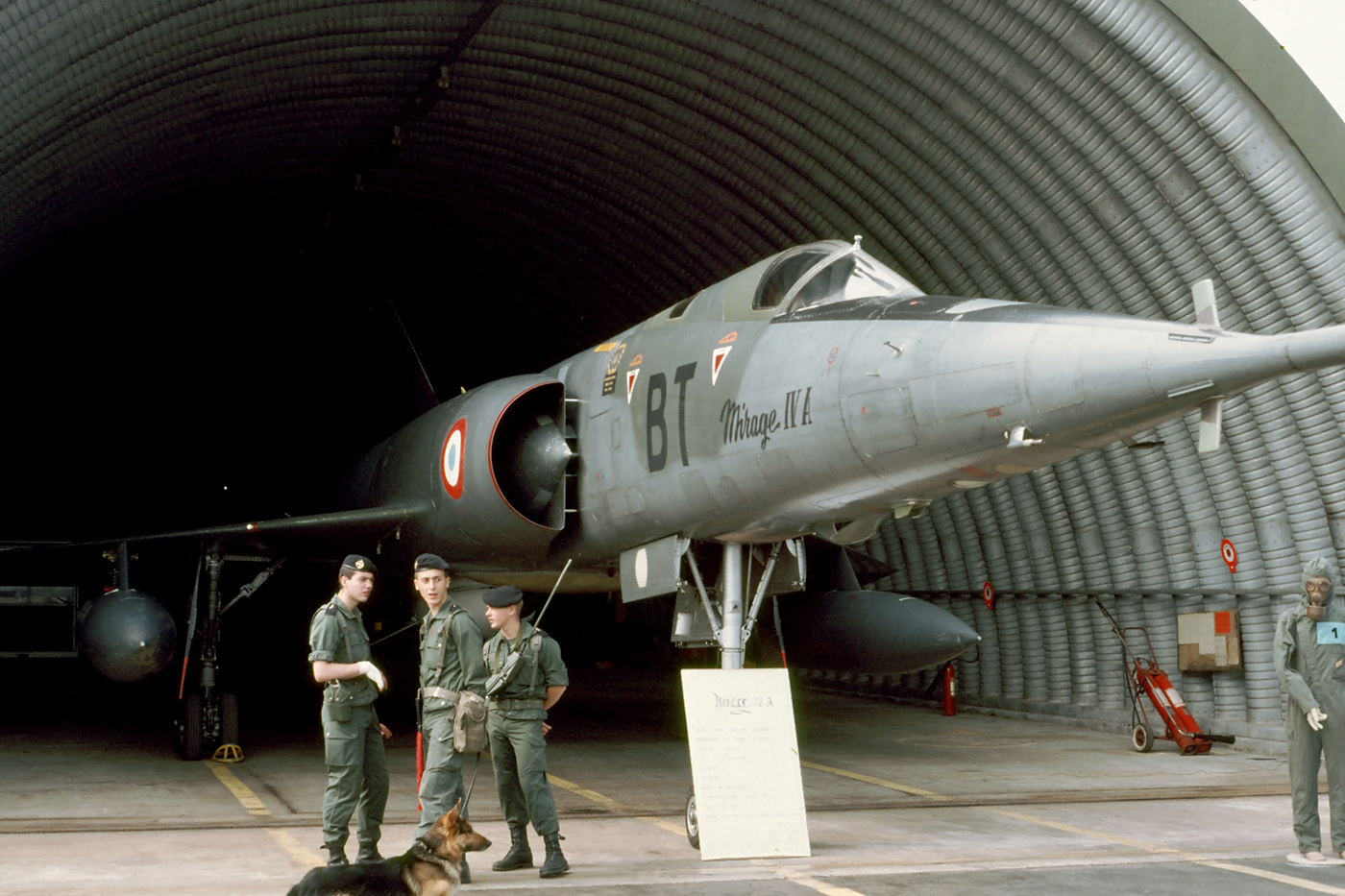
میراژ۴ای درآشیانه با نگهبانان

فرانسه
- نیروی هوایی فرانسه

## مشخصات (میراژ۴ای)
داده‌ها از Pénétration Augmentation
ویژگی‌های عمومی
- خدمه: ۲ (خلبان و ناوبر/بمب انداز[Note ۲])
- طول: ۲۳٫۴۹ متر (۷۷ فوت ۱ اینچ)
- پهنای بال: ۱۱٫۸۵ متر (۳۸ فوت ۱۱ اینچ)
- ارتفاع: ۵٫۴ متر (۱۷ فوت ۹ اینچ)
- مساحت بال‌ها: ۷۸ متر مربع (۸۴۰ فوت مربع)
- ایرفویل: root: 3.8%; tip: 3.2%[۱۸]
- وزن خالی: ۱۴٬۵۰۰ کیلوگرم (۳۱٬۹۶۷ پوند)
- وزن ناخالص: ۳۱٬۶۰۰ کیلوگرم (۶۹٬۶۶۶ پوند)
- بیشترین وزن برخاست: ۳۳٬۴۷۵ کیلوگرم (۷۳٬۸۰۰ پوند)
- پیشرانه: ۲ عدد دستگاه موتور توربوجت دارای پس سوز اسنکما آتار۹کی-۵۰, ۴۹٫۰۳ کیلونیوتن (۱۱٬۰۲۰ پوند-نیرو) thrust  در هر موتور [۱۹] dry, ۷۰٫۶۱ کیلونیوتن (۱۵٬۸۷۰ پوند-نیرو) با پس‌سوز

عملکرد
- حداکثر سرعت: ۲٬۳۴۰ کیلومتر بر ساعت (۱٬۴۵۰ مایل بر ساعت، ۱٬۲۶۰ گره) در ۱۳٬۱۲۵ متر (۴۳٬۱۰۰ فوت)
- حداکثر سرعت: ۲٫۲ ماخ
- بُرد رزمی: ۱٬۲۴۰ کیلومتر (۷۷۰ مایل، ۶۷۰ مایل دریایی)
- بُرد معبر: ۴٬۰۰۰ کیلومتر (۲٬۵۰۰ مایل، ۲٬۲۰۰ مایل دریایی)
- حداکثر ارتفاع: ۲۰٬۰۰۰ متر (۶۶٬۰۰۰ فوت)
- زمان اوج‌گیری: ۱۱٬۰۰۰ متر (۳۶٬۰۰۰ فوت) در ۴ دقیقه و ۱۵ ثانیه

تسلیحات

- بمب‌ها:

نماهای مختلف از میراژ۴

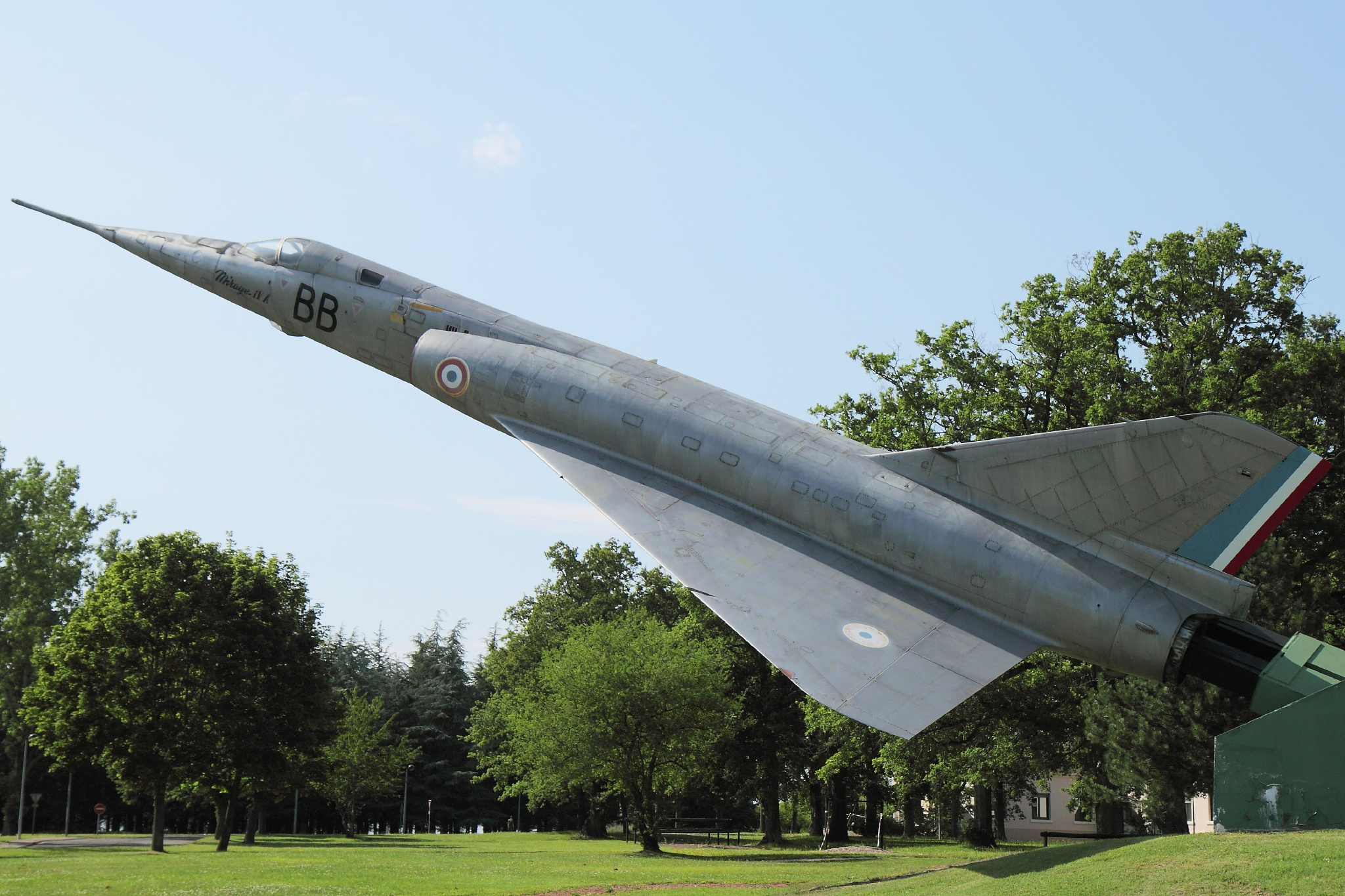
Mirage IVP on static display

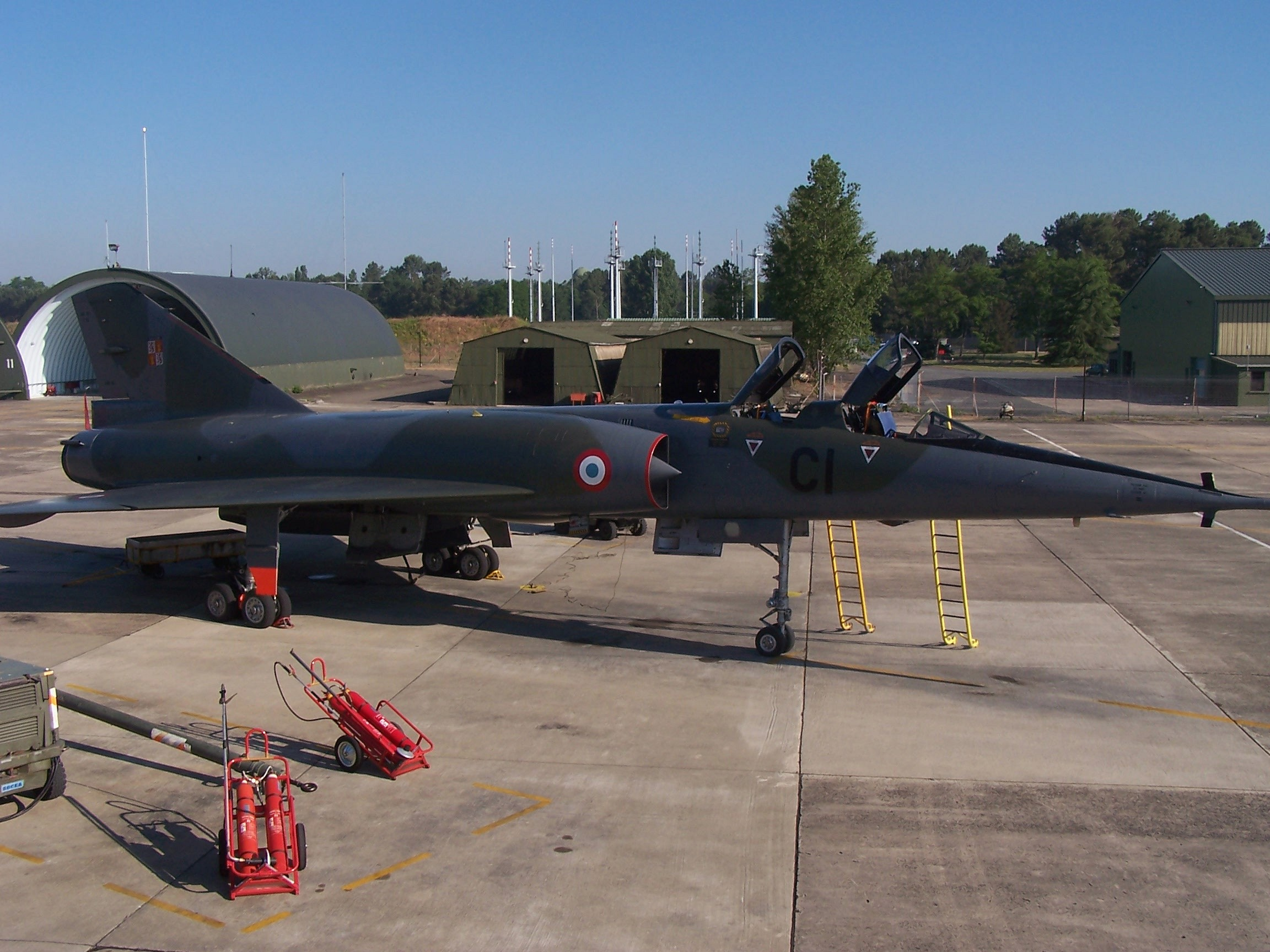
A French Mirage IVP of escadron de bombardement 1/91 Gascogne on tarmac

- ۱ عدد بمب سقوط آزاد هسته ای ای‌ان-۱۱
- ۱ عدد بمب سقوط آزاد هسته ای ای‌ان-۲۲
- ۱× موشک کروز هواپایه هسته ای ASMP در میراژ۴پی
- ۱۶× بمب هدایت‌ناپذیر۴۵۴ کیلوگرمی (۱،۰۰۰پوندی)

اویونیکس

- رادار ناوبری تامسون-سی‌اس‌اف
- رادار داپلر
- غلاف حامل سنسور سی‌تی-۵۲ برای عملیات شناسایی راهبردی

### استنادات
1. ↑  Gunston and Gilchrist 1993, p. 195.
2. 1 2 3  Gunston 1973, p. 104.
3. 1 2 3 4  Gunston and Gilchrist 1993, p. 196.
4. ↑  Gunston 1973, p. 106.
5. ↑  Gunston 1973. p. 106, 110.
6. 1 2 3  Jackson 1987, p.165.
7. 1 2  Gunston 1973, p. 108.
8. 1 2  Gunston and Gilchrist 1993, p. 197.
9. ↑  Gunston 1973, p. 113.
10. ↑  Gunston 1973, p. 111.
11. 1 2  Gunston 1973, p. 109.
12. 1 2 3  Gunston 1973, p. 112.
13. 1 2 3
14. ↑  Gunston and Gilchrist 1993, p. 198.
15. ↑  Jackson 1985, p.69.
16. 1 2  Gunston 1973, p. 117.
17. ↑  Jackson 1987, p.166.
18. ↑  Lednicer, David. "The Incomplete Guide to Airfoil Usage". m-selig.ae.illinois.edu. Archived from the original on 24 July 2020. Retrieved 16 April 2019.
19. ↑  Donald and Lake 1994, p.127.